# Peter Luccin
Peter Bernard Luccin (Marsella, Francia, 9 de abril de 1979) es un exjugador y entrenador de fútbol francés. Actualmente está sin club.

## Carrera como jugador
Luccin nació en Marsella. Después de emerger en la cantera del AS Cannes, jugó en su país con el Girondins de Bordeaux, el Olympique de Marsella y el Paris Saint-Germain (donde recibió 13 tarjetas amarillas durante la temporada 2000-01).Su primera aventura en el extranjero se produjo en el verano de 2001, cuando llegó cedido al Celta de Vigo, que luego compró su ficha.En julio de 2004 se trasladó al Atlético de Madrid.Ayudó a los Colchoneros a clasificarse para la Copa de la UEFA en la campaña 2006-07 y, durante sus tres años, participó en un promedio de 30 partidos por temporada, recibiendo 39 tarjetas amarillas y cinco rojas en el proceso.
En agosto de 2007, fue fichado por el Real Zaragoza en el último minuto del mercado de fichajes, reincorporándose a su ex entrenador del Celta Víctor Fernández.Una vez más, en el último día del mercado de fichajes de la temporada 2008-09, fue cedido al Racing de Santander por 12 meses.Al regresar a los aragoneses después de una irregular campaña, se perdió toda el año debido a una lesióny abandonó el equipo en febrero de 2010.
Sin club durante un año, Luccin fue contratado por el Lausana-Sport a finales de septiembre de 2011.El 18 de abril de 2012, después de sólo ocho partidos disputados (un gol), puso fin prematuramente a su experiencia antes de finalizar su contrato en junio de 2012, tras varios problemas físicos.
El 10 de diciembre de 2012, tras dos semanas de entrenamiento, fichó por el FC Dallas.Se lesionó los ligamentos cruzados de la rodilla poco antes del inicio de la temporada y finalmente disputó su primer partido el 5 de octubre de 2013, contra el Real Salt Lake.Luego de que finalizara su contrato en 2014, se retiró del fútbol profesional.

## Carrera como entrenador
Luego de su retiro, Luccin inició su etapa como técnico al frente del equipo sub-14 del FC Dallas en 2015.En enero de 2019, fue confirmado como segundo entrenador de Luchi Gonzálezy más tarde de Nico Estévez.Luego del despido del español en junio de 2024, fue puesto al frente del primer equipo de manera interina.El 5 de noviembre de 2024, se confirmó su salida del cargo después de la oficialización de Eric Quill.

## Clubes

### Como jugador
| Club                         | País           | Año       |
| ---------------------------- | -------------- | --------- |
| AS Cannes                    | Francia        | 1995-1996 |
| Girondins de Bordeaux        | Francia        | 1996-1998 |
| Olympique de Marsella        | Francia        | 1998-2000 |
| París Saint-Germain          | Francia        | 2000-2001 |
| Celta de Vigo                | España         | 2001-2004 |
| Atlético de Madrid           | España         | 2004-2007 |
| Real Zaragoza                | España         | 2007-2010 |
| Racing de Santander (cedido) | España         | 2008-2009 |
| Lausana-Sport                | Suiza          | 2011-2012 |
| FC Dallas                    | Estados Unidos | 2013-2014 |

### Como entrenador
| Club      | País           | Año  |
| --------- | -------------- | ---- |
| FC Dallas | Estados Unidos | 2024 |